# توماس غونزاليس (منافس ألعاب قوى)
توماس غونزاليس هو منافس ألعاب قوى كوبي، ولد في 11 يونيو 1959.

## وصلات خارجية
- توماس غونزاليس على موقع الاتحاد الدولي لألعاب القوى (الإنجليزية)
- توماس غونزاليس على موقع أوليمبيديا (الإنجليزية)